# Elisabeth Zölch

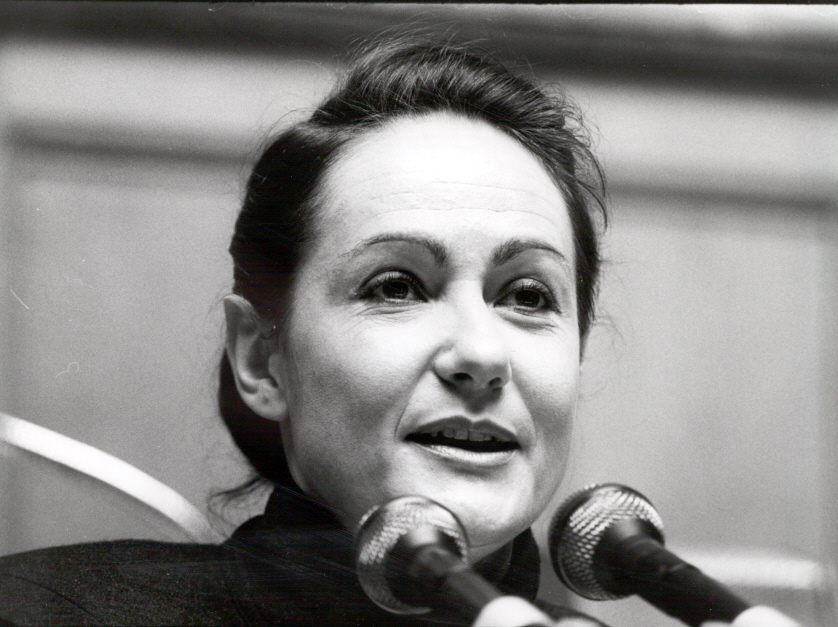
Elisabeth Zölch (1988)

Elisabeth Zölch Bührer (ehemals Zölch-Balmer; * 24. April 1951; heimatberechtigt in Mühleberg, Schelten und Bern) ist eine Schweizer Politikerin. Die ehemalige Gemeinde-, National- und Regierungsrätin der SVP wechselte 2008 zur BDP.

## Leben
Zölch studierte Rechtswissenschaft an der Universität Bern und schloss 1977 mit dem Staatsexamen als Fürsprecherin ab. Von 1978 bis 1983 leitete sie die Rechtsabteilung der Gemeindedirektion des Kantons Bern. Von 1984 bis 1992 war sie 1. Direktionssekretärin der Gemeindedirektion. Anschliessend betrieb sie bis zu ihrer Wahl in den Regierungsrat eine eigene Praxis für Rechts-, Organisations- und Strategieberatung.
Sie war von 2001 bis 2017 Vizepräsidentin und ist seither Ehrenmitglied des Swiss Venture Club, den sie 2001 zusammen mit Hans-Ulrich Müller und Beat Brechbühl (als «Venture Club of Berne») gegründet hatte, von 2007 bis 2018 Präsidentin des Arbeitgeberverbandes der schweizerischen Uhrenindustrie und von 2009 bis 2018 als dessen Vertreterin Mitglied des Vorstandsausschusses des Schweizerischen Arbeitgeberverbandes. Sie war zudem von 2011 bis 2021 Mitglied des Verwaltungsrates des IT-Dienstleistungsunternehmens 4uGroup AG (seit 2015 JANZZ AG).
Elisabeth Zölch war bis 2005 mit dem Medienjuristen und Eishockeyfunktionär Franz A. Zölch verheiratet. Seit 2012 ist sie mit dem Politiker und  Lobbyisten Gerold Bührer verheiratet.

## Politik
Ihre politische Karriere begann sie 1977 als Gemeinderätin von Mühlethurnen. Von 1987 bis 1994 war Zölch Nationalrätin und war als solche Präsidentin der Staatspolitischen Kommission (1991–1993) und Gründerin der Parlamentarischen Gruppe für Bildung, Wissenschaft, Forschung und Technologie. Von 1994 bis 2006 war sie Regierungsrätin des Kantons Bern und leitete die Volkswirtschaftsdirektion. 1997/98 und 2002/03 war sie Regierungspräsidentin. Zölch war 2008 aktiv beteiligt an der Gründung der BDP Bern. Sie ist eines der 240 Gründungsmitglieder.